# Nepeta mahanensis
Nepeta mahanensis là một loài thực vật có hoa trong họ Hoa môi. Loài này được Jamzad & M.Simmonds mô tả khoa học đầu tiên năm 2003.